# Barbadillo
Barbadillo település Spanyolországban, Salamanca tartományban. Barbadillo Rollán, Galindo y Perahuy, Calzada de Don Diego, Canillas de Abajo, Carrascal de Barregas, San Pedro de Rozados, Doñinos de Salamanca és Aldeatejada községekkel határos. Lakosainak száma 390 fő (2024).

## Népesség
A település népessége az elmúlt években az alábbi módon változott:
| Lakosok száma | 552  | 507  | 489  | 476  | 456  | 410  | 414  | 402  | 409  | 390  |
|               | 2001 | 2004 | 2007 | 2009 | 2012 | 2014 | 2017 | 2019 | 2022 | 2024 |